# Piper longifilamentum
Piper longifilamentum är en pepparväxtart som beskrevs av C. Dc.. Piper longifilamentum ingår i släktet Piper och familjen pepparväxter. Inga underarter finns listade i Catalogue of Life.